# فرمانروای عشق (فیلم ۲۰۰۸)
فرمانروای عشق یا جودها اکبر (به انگلیسی: Jodhaa Akbar) فیلم درام حماسی است که در کشور هند ساخته شده‌است و در تاریخ پانزدهم فوریه ۲۰۰۸ بر روی پرده رفت. داستان فیلم حول محور جلاالدین محمد اکبر شاه امپراتور گورکانی هندوستان و رابطه عاشقانه اش با جودا بای شاهزاده راجپوتی می‌گذرد. در این فیلم هرتیک روشن در نقش اکبر و آیشواریا رای در نقش جودا به هنرمندی پرداخته‌اند.

## صحت تاریخی
بسیاری از بخش‌های این فیلم بر پایه حوادث حقیقی تاریخی است اما گروه‌های راجپوتی مدعی اند که جودها با جهانگیر پسر اکبر ازدواج کرده‌است و نه اکبر.
بسیاری از تاریخ نگاران مدعی اند که همسر اکبر هیچ‌گاه با نام جودها بای شناخته نمی‌شده‌است. برپایه گفته‌های دکتر شیرین موسوی تاریخ‌نگار در دانشگاه اسلامی علیگر، نه تنها در اکبرنامه که در هیچ منبع تاریخی دیگر متعلق به آن دوران همسر اکبر به این نام خوانده نشده‌است. او مدعی است که این نام نخستین بار در منابع قرن نوزدهمی آورده شده‌است.

### اعتراض و مشکلات قانونی
چهره نشان داده شده از مردم بومی راجپوت در این فیلم با اعتراض گروه‌های مختلف راجپوتی مواجه شد، آن‌ها این موضوع را گمراه‌کننده و بازنویسی سیاسی تاریخ جهت کم قدمت نشان دادن تاریخ راجپوت دانسته‌اند. این گروه‌ها در بعضی از ایالت‌ها علیه فیلم تظاهرات کردند که نتیجه اش ممنوع شدن پخش فیلم در ایالات اوتار پرادش، راجستان، هاریانا و اوتاراکند بود. البته تهیه‌کننده فیلم در دادگاه عالی هند از این ممنوعیت شکایت کرد که در آخر به لغو ممنوعیت پخش فیلم در اوتار پرادش و برخی شهرهای دیگر ایالات انجامید.

## موسیقی متن
موسیقی متن فیلم شامل آهنگ‌های عظیم الاشان شهنشاه، جشن بهارا، این لمهان که دمان می این و من مهانا است.